# Knock Knock (bài hát của Twice)
Knock Knock là bài hát được thu âm bởi nhóm nhạc nữ Twice cho album đặc biệt của họ, Twicecoaster: Lane 2 (2017). Bài hát là ca khúc chủ đề của album và được phát hành vào ngày 20 tháng 2 năm 2017 bởi JYP Entertainment. Nó được viết bởi Shim Eun-ji, "Collapsedone" Lee Woo-min và Mayu Wakisaka.

## Bối cảnh và phát hành
Vào ngày 18 tháng 1 năm 2017, có thông báo rằng Twice sẽ phát hành một album đặc biệt sau concert tại Seoul. Vào đầu tháng Hai, Twice đã chính thức công bố phát hành tái bản của Twicecoaster: Lane 1, có tiêu đề Twicecoaster: Lane 2, vào ngày 20 tháng 2 với một ca khúc mới có tên "Knock Knock".
Hai teaser của MV "Knock Knock" được phát hành vào ngày 17 và 18 tháng 2 vào lúc nửa đêm. Đoạn teaser đầu tiên bắt đầu với âm thanh của tiếng gõ đã được nghe thấy trong đoạn kết của MV "TT", trong khi teaser thứ hai cho thấy các thành viên mặc những bộ trang phục thay đổi chớp nhoáng trong đoạn video hoạt hình tĩnh vật. Hình teaser cuối cùng của nhóm được phát hành vào ngày 19 tháng 2 vào lúc nửa đêm. Twice cũng chào đón người hâm mộ thông qua Naver V Live để đếm ngược sự trở lại của nhóm vào lúc 23:30 (giờ địa phương). Video âm nhạc cho "Knock Knock" đã chính thức phát hành vào ngày hôm sau cùng với việc phát hành album. Nó cũng được phát hành dưới dạng tải nhạc số trên các trang web âm nhạc khác nhau.

## Video âm nhạc
Video âm nhạc của "Knock Knock" do đạo diễn Naive Creative Production sản xuất. Hiệu ứng hoạt hình tĩnh vật đã được sử dụng trong một số cảnh video. Nó thu hút được gần 10 triệu lượt xem trên YouTube trong vòng 24 giờ kể từ khi phát hành và lập một kỷ lục mới cho MV nhóm nhạc K-pop nhanh nhất đạt được 30 triệu lượt xem chỉ trong 152 giờ. Đây cũng là MV K-pop được xem nhiều nhất trong nửa đầu năm 2017 và đứng đầu trong các video âm nhạc phổ biển nhất trên YouTube tại Hàn Quốc cũng trong năm đó. Video cũng đã đạt vị trí thứ 10 trong số các video âm nhạc xu hướng hàng đầu trên YouTube tại Nhật Bản năm 2017.
Một cảm giác ngây thơ đã được miêu tả trong MV, trong đó Twice vui đùa trong một bữa tiệc ngủ và chơi ném bóng tuyết ở ngoài sân. Nhà sản xuất Park Jin Young, người sáng lập JYP Entertainment, cũng xuất hiện ngắn ngủi. Cảnh cuối cùng cũng giống cảnh kết thúc của MV "TT".

## Sự đón nhận
"Knock Knock" là một sự thành công thương mại ở Hàn Quốc. Nó ra mắt đầu bảng trên Gaon Digital Chart vào cuối tuần 25 tháng 2 năm 2017, tích lũy 319.957 lượt tải xuống và 7,136,193 lượt stream trong tuần đầu tiên phát hành. Tuần sau, ca khúc rơi xuống vị trí thứ hai trên bảng xếp hạng Gaon, đã bán được 141.204 lượt tải xuống và thu được 6.965,178 lượt stream. Bài hát này lần lượt đạt vị trí số 5 và 15 trên World Digital Songs và Japan Hot 100.
Bài hát đứng vị trí thứ 16 trên bảng xếp hạng 20 Best K-pop Songs of 2017 của Dazed.

## Quảng bá

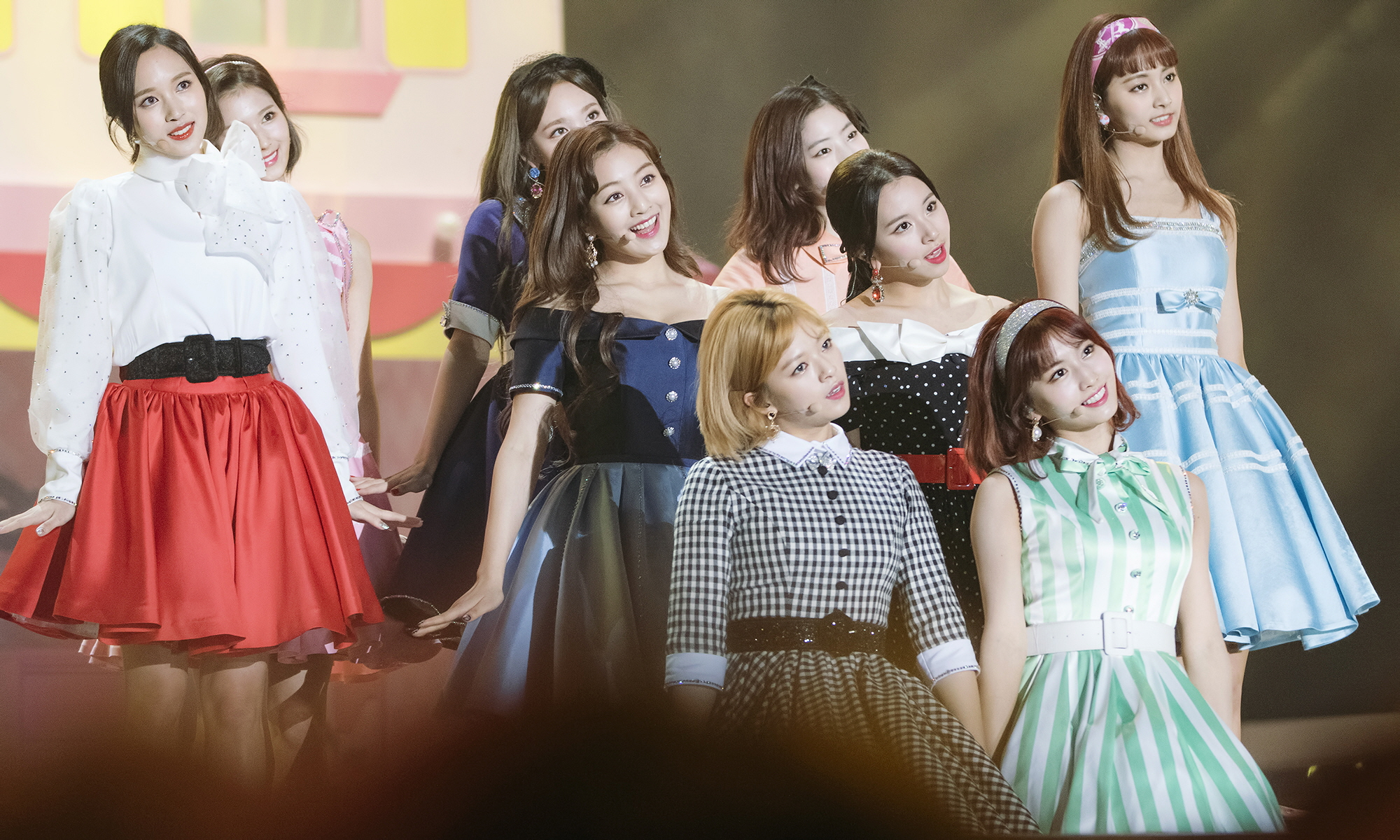
Twice trình diễn "Knock Knock" tại 2017 Melon Music Awards vào tháng 12 năm 2017

Ngày 20 tháng 2 năm 2017, Twice phát sóng trực tiếp trên Naver V Live lúc 20 giờ KST để chào mừng sự trở lại của nhóm với fan hâm mộ. Nhóm đã nói về album, ca khúc chủ đề "Knock Knock" và video âm nhạc của bài hát, cũng như buổi hòa nhạc solo đầu tiên của họ được tổ chức từ ngày 17 đến ngày 19 và tour lưu diễn châu Á. Cũng là lần đầu tiên họ biểu diễn vũ đạo đầy đủ của "Knock Knock". Ngày hôm sau, Twice ghi hình cho chương trình Sketchbook của You Hee Yeol vào tập ngày 25 tháng 2, chương trình tạp kỹ đầu tiên của họ cho Twicecoaster: Lane 2. Sự xuất hiện của nhóm được bao gồm trong các tập đặc biệt hàng tháng của chương trình với chủ đề "Bài hát tôi muốn hát cho những người ở độ tuổi 20".
Ngày 23 tháng 2, Twice đã có màn comeback đầu tiên trên sân khấu M Countdown. Tiếp theo đó là các buổi biểu diễn từ ngày 24 đến ngày 26 tháng 2 lần lượt trên Music Bank, Show! Music Core và Inkigayo, tiếp tục vào ngày 7 tháng 3 trên chương trình The Show và Show Champion vào ngày 8. Nhóm đã kết thúc quảng bá trên chương trình âm nhạc Inkigayo vào ngày 12 tháng 3.

## Phiên bản tiếng Nhật
Ngày 24 tháng 2 năm 2017, Twice chính thức công bố việc ra mắt tại Nhật Bản vào ngày 28 tháng 6. Nhóm đã phát hành một album tổng hợp #Twice 10 bài hát gồm phiên bản tiếng Hàn và tiếng Nhật của "Knock Knock". Lời bài hát tiếng Nhật được viết bởi cùng các nhà soạn lời của phiên bản gốc.

## Bảng xếp hạng

### BXH hàng tuần
| Bảng xếp hạng (2017)               | Thứ hạng cao nhất |
| ---------------------------------- | ----------------- |
| Nhật Bản (Japan Hot 100)           | 15                |
| Philippine (Philippine Hot 100)    | 100               |
| Hàn Quốc (Gaon)                    | 1                 |
| Hàn Quốc (Kpop Hot 100)            | 25                |
| Mỹ World Digital Songs (Billboard) | 5                 |

### BXH cuối năm
| BXH (2017)               | Thứ hạng |
| ------------------------ | -------- |
| Nhật Bản (Japan Hot 100) | 60       |
| Hàn Quốc (Gaon)          | 8        |

## Giải thưởng
| Năm  | Giải thưởng                       | Hạng mục                  | Kết quả   | Chú thích |
| ---- | --------------------------------- | ------------------------- | --------- | --------- |
| 2017 | Melon Music Awards lần thứ 9      | Bài hát của năm           | Đề cử     | [ 43 ]    |
| 2017 | Melon Music Awards lần thứ 9      | Vũ đạo xuất săc nhất – Nữ | Đoạt giải | [ 43 ]    |
| 2018 | Golden Disc Awards lần thứ 32     | Digital Daesang           | Đề cử     | [ 44 ]    |
| 2018 | Golden Disc Awards lần thứ 32     | Digital Bonsang           | Đoạt giải | [ 44 ]    |
| 2018 | Gaon Chart Music Awards lần thứ 7 | Bài hát của năm – Tháng 2 | Đoạt giải | [ 45 ]    |

### Giải thưởng chương trình âm nhạc
| Chương trình              | Ngày                | Chú thích |
| ------------------------- | ------------------- | --------- |
| M Countdown (Mnet)        | 2 tháng 3 năm 2017  | [ 46 ]    |
| M Countdown (Mnet)        | 16 tháng 3 năm 2017 | [ 47 ]    |
| Music Bank (KBS)          | 3 tháng 3 năm 2017  | [ 48 ]    |
| Music Bank (KBS)          | 17 tháng 3 năm 2017 | [ 49 ]    |
| Inkigayo (SBS)            | 5 tháng 3 năm 2017  | [ 50 ]    |
| Inkigayo (SBS)            | 12 tháng 3 năm 2017 | [ 51 ]    |
| Inkigayo (SBS)            | 19 tháng 3 năm 2017 | [ 52 ]    |
| The Show (SBS MTV)        | 7 tháng 3 năm 2017  | [ 53 ]    |
| Show Champion (MBC Music) | 8 tháng 3 năm 2017  | [ 54 ]    |

### Melon Popularity Award
| Giải thưởng             | Ngày                | Chú thích |
| ----------------------- | ------------------- | --------- |
| Weekly Popularity Award | 27 tháng 2 năm 2017 | [ 55 ]    |
| Weekly Popularity Award | 6 tháng 3 năm 2017  | [ 55 ]    |
| Weekly Popularity Award | 13 tháng 3 năm 2017 | [ 55 ]    |
| Weekly Popularity Award | 20 tháng 3 năm 2017 | [ 55 ]    |
| Weekly Popularity Award | 27 tháng 3 năm 2017 | [ 55 ]    |